# Thomas Olsson (fotbollsspelare)
Thomas Olsson, född 15 februari 1976 i Åtvidaberg, är en svensk fotbollsspelare (innermittfältare) som har spelat i IFK Norrköping, Malmö FF och IFK Göteborg. Hans moderklubb är Åtvidabergs FF.
Olsson började fotbollskarriären i Åtvidabergs FF och debuterade 1993 i a-laget som då spelade i division 3. 1998 flyttade han till IFK Norrköping, där han mellan åren 1998 och 2002 var lagkapten. Efter att IFK Norrköping åkt ur allsvenskan 2002 gick han tillsammans med lagkamraten Kristian Bergström till Malmö FF, där han tog SM-guld 2004. Inför säsongen 2006 flyttade han till IFK Göteborg, där han säsongen 2007 erövrade ytterligare ett SM-guld. Hans kontrakt med IFK Göteborg förnyades inför säsongen 2010. Efter lite speltid under 2011 lånades han ut till Åtvidabergs FF från 1 augusti 2011. Han spelade alla matcher i superettan under hösten, förutom de sista omgångarna, då Åtvidabergs FF åter tog sig till Allsvenskan. Från 2012 jobbar Olsson som juniortränare i IFK Göteborg. Han tilldelades supportrarnas pris Årets ärkeängel 2011.
Olssons främsta egenskaper som spelare var ett stort taktiskt kunnande, tillsammans med en bra spelförståelse och passningsspel. I både Norrköping och Malmö FF har han varit lagkapten.

## Meriter
Malmö FF
- Allsvenskan: 2004

IFK Göteborg
- Allsvenskan: 2007
- Svenska Cupen: 2008

Åtvidabergs FF
- Segrare, Superettan 2011